# نائومی (خواننده رومانیایی)
نائومی (به انگلیسی: Naomy) با نام اصلی فلورین مولداون (به انگلیسی: Florin Moldovan) (۲۵ آوریل ۱۹۷۷ – ۱۹ آوریل ۲۰۲۴) خواننده، ترانه‌سرا و بازیگر اهل رومانی بود.
وی یک زن ترنس بود.